# Tetro
Tetro is een Amerikaans-Argentijnse film uit 2009 die geschreven en geregisseerd werd door regisseur Francis Ford Coppola. De hoofdrollen worden vertolkt door Vincent Gallo, Alden Ehrenreich en Maribel Verdú.
Cahiers du cinéma rekende de film in 2009 tot de beste tien films van het jaar.

## Verhaal
Tetro, een schrijver, is de zoon van de bekende muziekcomponist Carlo Tetrocini. Hij is naar Buenos Aires gevlucht, waar hij samenleeft met zijn geliefde Miranda en probeert te herstellen van gebeurtenissen uit zijn verleden die hem beschadigd hebben. Op een dag krijgt hij bezoek van zijn jongere broer Bennie, die als ober werkt op een cruiseschip dat net in Buenos Aires is aangemeerd. In tegenstelling tot Miranda is Tetro niet blij met de komst van zijn broer.
Tijdens zijn verblijf in het appartement van Tetro en Miranda stoot Bennie op een onafgewerkt toneelstuk van zijn broer. Hij bedenkt een einde voor het verhaal en dient het in bij een literair festival dat georganiseerd wordt door Alone, de invloedrijkste criticus van het land. Wanneer het toneelstuk wordt opgevoerd, komt Bennie de duistere waarheid over Tetro's verleden te weten.

## Rolverdeling
| Acteur                | Personage               |
| --------------------- | ----------------------- |
| Vincent Gallo         | Tetro                   |
| Alden Ehrenreich      | Bennie                  |
| Maribel Verdú         | Miranda                 |
| Silvia Pérez          | Silvana                 |
| Rodrigo de la Serna   | José                    |
| Érica Rivas           | Ana                     |
| Sofia Gala            | Maria Luisa             |
| Carmen Maura          | Alone                   |
| Klaus Maria Brandauer | Carlo Tetrocini / Alfie |